# Archival Disc
Archival Disc iba a ser un disco óptico de nueva generación desarrollado conjuntamente por Sony y Panasonic, que iba a suceder al Blu-ray. Se estimaba que la fecha de lanzamiento del producto fuera en el verano de 2015, pero fue cancelado por razones desconocidas. Con una capacidad inicial de 300 GB en una capa en cada disco, con posibilidad de ampliar esta capacidad inicial hasta 1 TB de doble capa.

## Visión general
Los discos Archival Disc son de doble cara con tres capas por cada cara y formato "Land and Groove", lo que les permite una capacidad inicial de 300 GB por disco, el tamaño de cada pista es de 0,225 μm y la longitud de un bit de datos es de 79,5 nm, en comparación con su predecesor el disco Blu-ray donde el tamaño de cada pista era de 0,320 μm y la longitud de un bit de datos era de 150 nm. Para su lectura se utiliza una longitud de onda de 405 nm y una apertura numérica de NA=0.85, además utiliza un método de corrección de errores llamado Reed-Solomon Code. Además los discos tendrán compatibilidad intergeneracional, garantizando que los datos podrán seguir siendo leídos a medida que los formatos evolucionen.

### Usos
Los discos Archival Disc están destinados principalmente para su uso en el ámbito profesional, aunque sus fabricantes esperan que eventualmente esté al alcance de todo tipo de personas, sus usos varían desde el almacenamiento de películas con gran resolución como por ejemplo a resolución 4K, al almacenamiento de grandes cantidades de datos como por ejemplo copias de seguridad, ya que los discos ópticos y en particular este formato son más resistentes a los cambios de temperatura, a la humedad, al agua y al polvo que un disco duro convencional, ambos fabricantes declaran en la nota de prensa que este formato es responsable con el medio ambiente y a pesar de que no se anuncia un precio oficial, se informó que tendrán un coste menor a los discos duros. Además no se descarta que en un futuro las próximas videoconsolas hagan uso de este formato.

## Historia

### 2013
El 29 de julio de 2013 Sony y Panasonic declararon que estaban desarrollando un nuevo estándar de disco óptico con capacidad de 300 GB, destinado en principio al sector profesional y que podría estar listo en el año 2015.

### 2014
El 10 de marzo de 2014 Sony y Panasonic presentaron nuevos datos en una nota de prensa sobre el sucesor del disco Blu-ray, Archival Disc.